# Passiflora pterocarpa
Passiflora pterocarpa är en passionsblomsväxtart som beskrevs av J.M. Macdougal. Passiflora pterocarpa ingår i släktet passionsblommor, och familjen passionsblomsväxter. Inga underarter finns listade i Catalogue of Life.